# Fecenia cylindrata
Fecenia cylindrata är en spindelart som beskrevs av Tord Tamerlan Teodor Thorell 1895. Fecenia cylindrata ingår i släktet Fecenia och familjen Psechridae. Inga underarter finns listade i Catalogue of Life.